# Slava, Snovsk
Slava (în ucraineană Слава) este un sat în comuna Tîhonovîci din raionul Snovsk, regiunea Cernihiv, Ucraina.

## Demografie
Componența lingvistică a localității Slava
     Ucraineană (100%)
Conform recensământului din 2001, toată populația localității Slava era vorbitoare de ucraineană (100%).